# Põldeotsa
Põldeotsa är en ort i Estland. Den ligger i Audru kommun och landskapet Pärnumaa, i den sydvästra delen av landet, 120 km söder om huvudstaden Tallinn. Põldeotsa ligger 6 meter över havet och antalet invånare är 166.
Terrängen runt Põldeotsa är mycket platt. Havet är nära Põldeotsa åt sydost. Närmaste större samhälle är Pärnu, 11,0 km öster om Põldeotsa.